# Hugo Eckener
Hugo Eckener (Flensburg, 1868. augusztus 10. – Friedrichshafen, 1954. augusztus 14.) német léghajóparancsnok, a Zeppelin-gyár vezetője volt.

## Az első léghajók
Hugo Eckener 1868. augusztus 10-én született a Balti-tenger partján fekvő Flensburgban. Rendszeresen vitorlázott, és az eközben szerzett ismeretei az időjárásról később döntőnek bizonyultak a léghajózáshoz való viszonyában. Pszichológiából szerzett doktorátust, fizikát, aeronautikát, mérnöki tudományokat nem tanult. A Boden-tó partján fekvő Friedrichshafenbe költözött annak egészséges klímája és a vitorlázási lehetőségek miatt.
Először 1900. október 7-én látott léghajót, amikor a Frankfurter Zeitung újságírójaként beszámolt Ferdinand von Zeppelin LZ 1 léghajójának második repüléséről. Eckenert lenyűgözte a léghajó, és íróként, publicistaként csatlakozott Zeppelinhez. A következő években beleásta magát a léghajózás technikai és működtetési kérdéseibe, és 1911-ben megkapta parancsnoki kinevezését az LZ 8-ra. A léghajó 1911. május 16-án, első repülésén, Eckener első parancsnoki útján összetört. A léghajót éppen hangárjából húzták ki, amikor egy szélroham kitépte a földi személyzet „kezéből”, és nekiütközött az épület tetejének. Senkinek nem esett baja, de az utasokat egy tűzoltólétrával kellett kiszabadítani.
Hugo Eckener óvatos, körültekintő kapitány volt, aki nem hitt a kockázatvállalásban és nem bízott a szerencsében. Szigorú és kemény felettes volt, aki nem tűrte el a hozzá nem értést vagy az erőfeszítés hiányát. Még legközvetlenebb kollégái is magázták, illetve doktor úrnak hívták. Közismert volt azonban arról is, hogy korrekten bánik legénységével, és a legkritikusabb időkben is megőrzi nyugalmát.

## A háború után
Az első világháború alatt Eckener civil maradt, de Peter Strasser, a német haditengerészet légügyi főnökének tanácsadójaként tevékenykedett, és ő vezette a haditengerészet több mint ezer léghajósának kiképzését. A háború után a győztesek, válaszul arra, hogy a német léghajók civileket támadtak a harcok során, komoly korlátozásokat vezettek be a német légi iparra. Szabályozták például az építhető léghajók maximális méretét, lehetetlenné téve ezzel egy interkontinentális jármű megalkotását, valamint két kereskedelmi léghajót, az LZ 120-at és az LZ 121-et elkobozták.

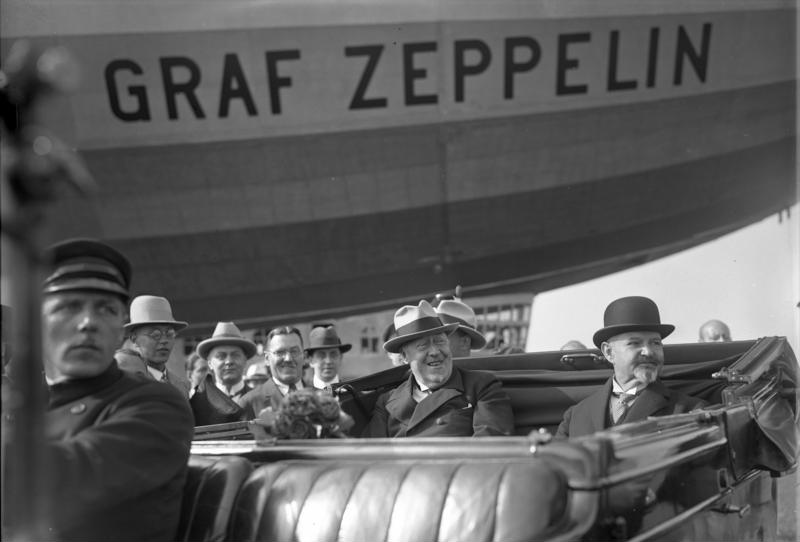
Eckener és a Graf Zeppelin

A háborús jóvátétel részeként Hugo Eckenernek sikerült elérni az Amerikai Egyesült Államoknál, hogy a Zeppelin-cég megépíthesse számukra a transzatlanti útra is képes LZ 126-ot, amelyet később USS Los Angelesre neveztek át. Ez a munka életben tartotta a gyárat, és olyan tapasztalatokhoz, tudáshoz juttatta Eckeneréket, amelyek később lehetővé tették a Graf Zeppelin és a Hindenburg megépítését. Az Atlanti-óceán átrepülése az LZ 126-tal világhírűvé tette a Zeppelin-céget, és Calvin Coolidge amerikai elnök a Fehér Házban fogadta Hugo Eckenert.
A Graf Zeppelin építése finanszírozásának érdekében Hugo Eckener és más magas beosztású kollégái körbeutazták Németországot, hogy adományokat szerezzenek a Zeppelin-Eckener Alap számára. Habár a szükséges hétmillió márkának csak töredéke gyűlt össze, a léghajó építését megkezdték. A Graf Zeppelin a történelem legsikeresebb léghajója lett, amely számos fontos és úttörő utat tett Eckener parancsnoksága alatt. A transzatlanti átkelések, a sarki felfedező út és a Föld megkerülése a világ egyik leghíresebb emberévé tették Hugo Eckenert.

## Náci hatalomátvétel

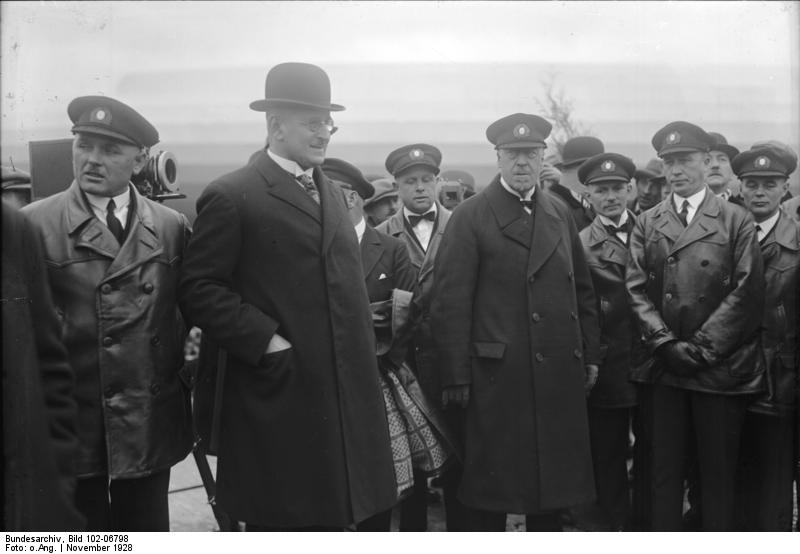
Hugo Eckener 1928-ban

A náci hatalomátvétel után a nemzetiszocializmussal szemben álló Eckener nem felügyelhette tovább a léghajók üzemeltetését. 1935 márciusában ugyanis a Hindenburg építéséhez nyújtott kormányzati támogatás ellentételezéseként, két részre kellett bontani a Zeppelin-céget. Az eredeti vállalat, a Luftschiffbau Zeppelin ezután csak a tervezést és építést felügyelhette, az üzemeltetés átkerült az állami ellenőrzés alatt álló Deutsche Zeppelin-Reedereibe. Papíron ugyan Eckener vezette mindkét üzletágat, de az üzemeltetési döntéseket a nácikkal szimpatizáló Ernst Lehmann hozta meg.
A nácikat azt háborította fel, hogy Eckener korábban nem engedélyezte, hogy Adolf Hitler kampánygyűlést tartson a friedrichshafeni hangárban, valamint 1931-ben Heinrich Brüning kancellár támogatására szólított fel a rádióban és kritizálta a nemzetiszocialistákat. Mindazonáltal Eckener léghajók iránti megszállottsága lehetővé tette számára, hogy kormányzati forrásokhoz jusson, de önállósága jelentősen csökkent.
1936 márciusában Hugo Eckener látványosan szembehelyezkedett a nácikkal, amikor kifogásolta, hogy Joseph Goebbels propagandaminiszter utasítására Lehman engedélyezte a Hindenburg tesztrepüléseinek törlését egy propagandacélú repülés kedvéért, kedvezőtlen időjárási viszonyok közepette. Eckener felháborodott azon, hogy Lehmann politikai célok miatt veszélyeztette a léghajót, a transzatlanti átkelést és a cég jövőjét. Kirohanásában „szarságnak” (Scheissfahrt) nevezte a Goebbels által megrendelt háromnapos repülést. A propagandaminiszter úgy döntött, hogy ezután Eckener neve és fényképe nem jelenhet meg a német sajtóban. Hermann Göring légügyi miniszter közbenjárására Eckener mentesült a komolyabb megtorlások alól, miután egy levelében nyilvánvalóvá tette: pusztán szakmai, nem politikai megfontolások vezették.

## A Hindenburg pusztulása
Hugo Eckener az ausztriai Grazban tartózkodott, amikor egy riporter felhívta a Hindenburg pusztulásának hírével 1937 májusában. Az újságíró elmondta neki, hogy a léghajó a lakehursti landolás során felrobbant. Eckener első reakciója az volt, hogy ezt csak szabotázs okozhatta. Válasza megjelent a sajtóban. Eckenert ezután Berlinbe rendelték, ahol közölték vele, hogy a hivatalos álláspont szerint nem náciellenes akció okozta a Hindenburg katasztrófáját.
Hugo Eckener és öt társa, köztük Ludwig Durr, a léghajó tervezője, New Yorkba utazott, hogy részt vegyen a Hindenburg balesetének vizsgálatában. A szemtanúk beszámolóinak elolvasása és a roncs megvizsgálása után Eckener arra jutott, hogy valószínűleg az az éles S-forduló okozta a balesetet, amelyet Pruss kapitány a leszállás megkezdése előtt tett a járművel. Úgy vélte: emiatt elszakadhatott egy merevítő, amely felszakította a 4. vagy az 5. gázrekeszt, majd a kiömlő hidrogén és a levegő elegye berobbant. Ennek a szakvéleménynek az őszintesége megkérdőjelezhető a német kormányzattól kapott instrukciók és Eckener későbbi visszaemlékezésének fényében.